# Hitchcock (Oklahoma)
Hitchcock es un pueblo ubicado en el condado de Blaine en el estado estadounidense de Oklahoma. En el año 2010 tenía una población de 121 habitantes y una densidad poblacional de 302,5 personas por km².

## Geografía
Hitchcock se encuentra ubicado en las coordenadas 35°58′3″N 98°20′57″O / 35.96750, -98.34917 (35.967527, -98.349279).

## Demografía
Según la Oficina del Censo en 2000 los ingresos medios por hogar en la localidad eran de $28,750 y los ingresos medios por familia eran $36,250. Los hombres tenían unos ingresos medios de $26,875 frente a los $19,750 para las mujeres. La renta per cápita para la localidad era de $10,015. Alrededor del 31.3% de la población estaban por debajo del umbral de pobreza.